# Campeonato Europeo de Esgrima de 1997
El X Campeonato Europeo de Esgrima se realizó en Gdańsk (Polonia) en 1997 bajo la organización de la Confederación Europea de Esgrima (CEE) y la Federación Polaca de Esgrima.

## Medallistas

### Masculino
| Evento             | Oro                       | Plata                      | Bronce                                                 |
| ------------------ | ------------------------- | -------------------------- | ------------------------------------------------------ |
| Florete individual | Adam Krzesiński · Polonia | Serhi Holubytsky · Ucrania | Michael Ludwig · Austria · Jean-Noël Ferrari · Francia |
| Espada individual  | Gábor Boczkó · Hungría    | Kaido Kaaberma Estonia     | Bartłomiej Kurowski · Polonia · Péter Vánky · Suecia   |
| Sable individual   | Alexei Frosin · Rusia     | András Décsi · Hungría     | Julien Pillet · Francia · Steffen Wiesinger · Alemania |

### Femenino
| Evento             | Oro                     | Plata                    | Bronce                                             |
| ------------------ | ----------------------- | ------------------------ | -------------------------------------------------- |
| Florete individual | Laura Badea · Rumania   | Roxana Scarlat · Rumania | Anna Rybicka · Polonia · Monika Weber · Alemania   |
| Espada individual  | Ildikó Mincza · Hungría | Katja Nass · Alemania    | Anna Ferni · Italia · Monika Maciejewska · Polonia |

## Medallero
| Núm. | País     | Oro | Plata | Bronce | Total |
| ---- | -------- | --- | ----- | ------ | ----- |
| 1    | Hungría  | 2   | 1     | 0      | 3     |
| 2    | Rumania  | 1   | 1     | 0      | 2     |
| 3    | Polonia  | 1   | 0     | 3      | 4     |
| 4    | Rusia    | 1   | 0     | 0      | 1     |
| 5    | Alemania | 0   | 1     | 2      | 3     |
| 6    | Estonia  | 0   | 1     | 0      | 1     |
| 6    | Ucrania  | 0   | 1     | 0      | 1     |
| 8    | Francia  | 0   | 0     | 2      | 2     |
| 9    | Austria  | 0   | 0     | 1      | 1     |
| 9    | Italia   | 0   | 0     | 1      | 1     |
| 9    | Suecia   | 0   | 0     | 1      | 1     |
|      | TOTAL    | 5   | 5     | 10     | 20    |